# Cathy O'Dowd
Cathy O'Dowd (nacida en Sudáfrica en 1968) es una montañista y conferenciante sudafricana. Se convirtió en la primera mujer en alcanzar la cumbre del monte Everest por ambas caras: la sur el 25 de mayo de 1996 y la norte tres años más tarde, el 29 de mayo de 1999.

## Primeros años
O'Dowd creció en Johannesburgo (Sudáfrica) y asistió a la escuela femenina St. Andrew's School for Girls. Empezó a escalar en la universidad. A los 21 años participó en su primera expedición de montaña, al Ruwenzori, en África Central.

## Expediciones al Everest

### Ruta de la cresta sureste
A finales de 1995, O'Dowd estaba terminando un máster en Medios de Comunicación en la Universidad de Rhodes cuando solicitó y obtuvo una plaza en la Primera Expedición Sudafricana al Everest. El 11 de mayo de 1996, ocho alpinistas murieron en una fuerte ventisca cuando descendían de la cumbre por la cara sur. Entre ellos se encontraban un guía de escalada y los líderes de dos expediciones, el estadounidense Scott Fischer y el neozelandés Rob Hall. O'Dowd se encontraba en el campamento IV, justo debajo de la cresta sureste, preparándose para hacer cumbre con su expedición cuando se desató la ventisca, lo que obligó al equipo a retrasar el intento de cumbre. Finalmente la alcanzó el 25 de mayo de 1996. Un miembro del grupo sudafricano, Bruce Herrod, de 37 años, murió en el descenso. Su cuerpo fue descubierto al año siguiente por una expedición indonesia dirigida por Anatoli Boukreev.

### Ruta de la arista norte
En 1998 intentó escalar la cara norte del Everest, donde George Mallory había desaparecido en 1924. Su intento terminó a pocas horas de la cumbre, cuando se encontró con Francys Arsentiev, una alpinista estadounidense que se había desmayado. Junto al británico Ian Woodall intentó ayudarla durante más de una hora, pero se vieron obligados a dar media vuelta y descender, dejando atrás a Arsentiev. Dos de los sherpas continuaron hasta la cumbre. La alpinista describió esta decisión a Michael Buerk en el programa de BBC Radio 4 The Choice, emitido en noviembre de 2009. En 1999 regresó, y en esta ocasión lo consiguió, convirtiéndose en la primera mujer en escalar el Everest por las dos caras, norte y sur. En 2000, se convirtió en la cuarta mujer en escalar el Lhotse, la cuarta montaña más alta del mundo.

### Ruta por la cara este
En 2003, intentó sin éxito una nueva ruta por la cara este del Everest.

## Otras expediciones
En la primavera de 2004 se unió a la británica Rona Cant y al noruego Per-Thore-Hansen en una expedición en trineo tirado por perros de 650 km por el Ártico noruego, desde Styggedalen hasta Nordkapp, el punto más septentrional de Europa.
Cathy O'Dowd ha escalado montañas en el sur y el centro de África, en Sudamérica, en los Alpes y en el Himalaya. Sigue siendo alpinista, escaladora y esquiadora en activo.
En 2001 se casó con Ian Woodall, líder de la primera expedición sudafricana al Everest. Se divorciaron posteriormente. Ella se trasladó a Andorra, cerca de los Pirineos.